# Gråuv
Gråuv (Ketupa coromanda) är en asiatisk fågel i familjen ugglor inom ordningen ugglefåglar.

## Utseende och levnadssätt
Gråuven är en stor (58 centimeter), grå uggla med tydliga örontofsar. Undersidan är gråvit med bruna vertikala streck. Den förekommer i trädbevuxna fuktiga områden, gärna i mangolundar eller där gamla tamarindträd förekommer. 
Gråuven är ortstrogen och samma par kan befinna sig i samma lund år efter år. Den häckar från november till april. Boet av kvistar byggs i en grov grenklyka vid stammen av ett stort träd, gärna nära vatten och ofta nära människan.

## Utbredning och systematik
Gråuv delas in i två underarter med följande utbredning:
- Bubo coromandus coromandus – förekommer från Pakistan till norra och centrala Indien, södra Nepal och Bangladesh; en isolerad population i sydöstra Kina (Jiangxi och Zhejiang) är möjligen denna underart
- Bubo coromandus klossii – förekommer i västra och södra Myanmar, södra Thailand och norra Malackahalvön

### Släktestillhörighet
Arten placeras traditionellt i Bubo, men flera genetiska studier visar arterna i släktet inte står varandra närmast. Gråuven med släktingar förs därför allt oftare, som här, till fiskuvarna i släktet Ketupa.

## Status och hot
Arten har ett stort utbredningsområde, men tros minska i antal på grund av habitatförstörelse, dock inte tillräckligt kraftigt för att den ska betraktas som hotad. IUCN kategoriserar därför arten som livskraftig (LC). Världspopulationen har inte uppskattats, men den rapporteras vara vida spridd och ovanligt eller ganska vanligt förekommande.